# 庫爾蘭的路易絲·伊莉莎白
庫爾蘭的路易絲·伊莉莎白（德語：Luise Elisabeth von Kurland，1646年8月12日—1690年12月16日），庫爾蘭公爵雅各布·克特勒的女兒，母親是布蘭登堡的路易絲·夏洛特。

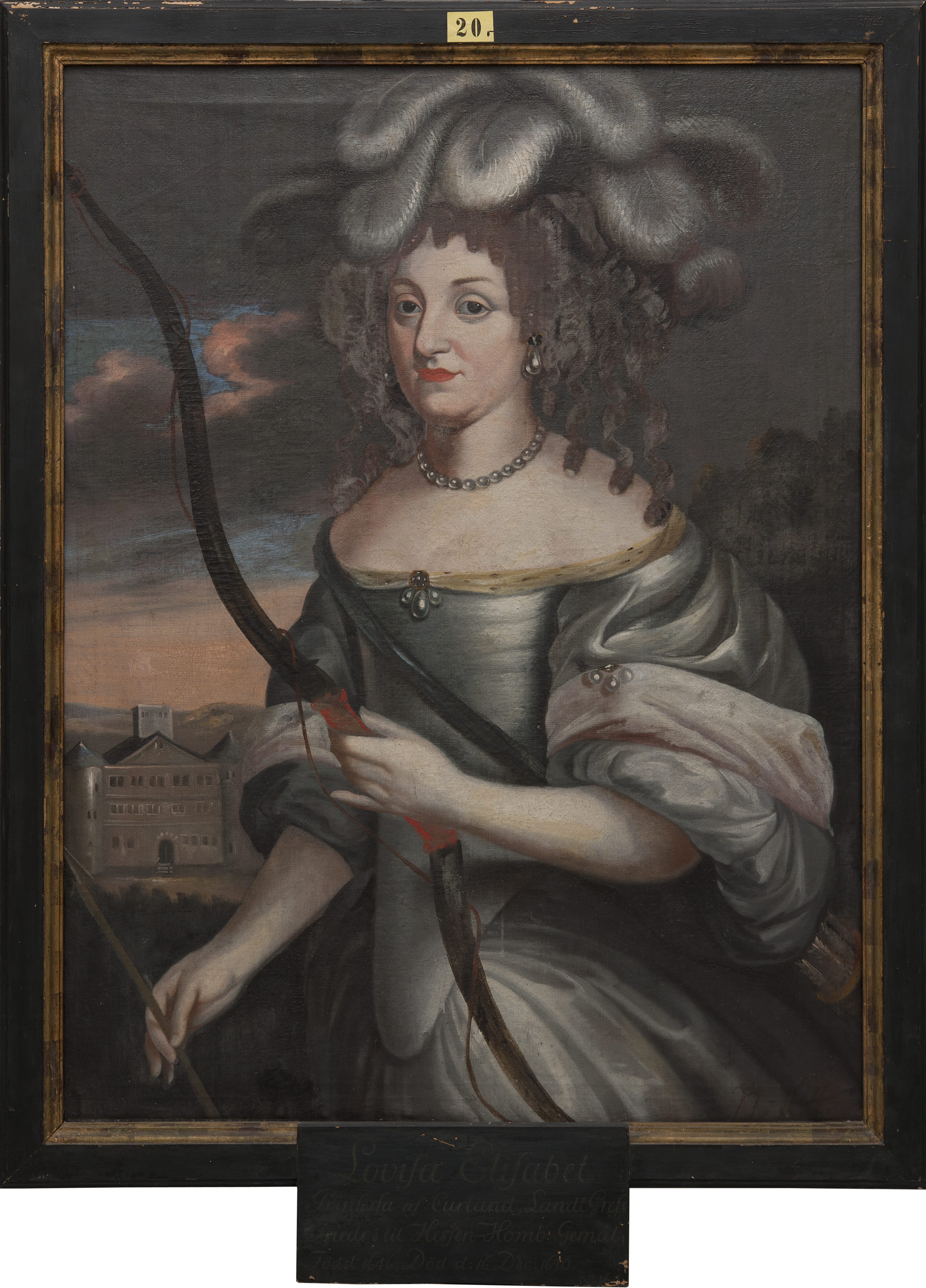

## 家庭
1670年，路易絲·伊莉莎白與黑森-洪堡的腓特烈結婚共有3子4女：
1. 夏洛特（1672年—1738年）
2. 腓特烈（1673年—1746年）
3. 海德薇希·路易絲（1675年—1760年）
4. 菲利普（1676年—1703年）
5. 威廉明妮（1678年—1770年）
6. 艾蕾諾爾（1679年—1763年）
7. 卡西米爾·威廉（英语：Casimir William of Hesse-Homburg）（1690年—1726年）